# Công viên tỉnh Writing-on-Stone
Công viên tỉnh Writing-on-Stone là một công viên tỉnh nằm cách Lethbridge khoảng 100 km về phía đông nam thuộc tỉnh Alberta, Canada. Nó nằm bên bờ Sông Milk và cách thị trấn Milk River khoảng 44 km. Đây là một trong những khu vực thảo nguyên được bảo vệ lớn nhất trong hệ thống công viên của tỉnh Alberta, vừa là một khu bảo tồn thiên nhiên vừa là khu vực bảo vệ các tác phẩm chạm khắc trên đá của những người thổ dân bản địa. Công viên này là nơi linh thiêng và quan trọng đối với những người Blackfoot cùng nhiều bộ lạc thổ dân khác. Hiện công viên này là một Di sản thế giới dự kiến của UNESCO với tên gọi Áísínai'pi. Ranh giới của công viên này trùng với Khu di tích lịch sử quốc gia Áísínai'pi của Canada.

## Lịch sử
Có bằng chứng về sự xuất hiện của những người bản địa tại thung lũng sông Milk cách đây 9.000 năm. Những người Blackfoot có lẽ đã tạo ra nhiều tác phẩm chạm khắc trên đá và tranh vẽ tại đây. Một số bộ lạc bản địa khác như Shoshone cũng đã đi qua thung lũng và cũng có thể đã để lại nhiều tác phẩm nghệ thuật. Các tác phẩm chạm khắc và tranh vẽ không chỉ nói về cuộc sống thường ngày và hành trình tạo ra chúng mà còn nói về những linh hồn. Họ tin rằng, những vách đá hình nấm ấn tượng ở nơi này là nhà của những linh hồn bất khuất.
Công viên được thành lập năm 1957 và được chỉ định là nơi bảo tồn khảo cổ vào năm 1977. Một tiền đồn của cảnh sát được xây dựng lại từ 1973 đến 1975 hiện là một trong những điểm thu hút khách du lịch tại công viên. Các nhà khảo cổ của tỉnh Alberta đã lập danh sách nhiều địa điểm chạm khắc và chữ tượng hình trong công viên từ năm 1973. Đến năm 1981, một phần của công viên được liệt kê như là Di tích lịch sử cấp tỉnh để bảo vệ nghiêm ngặt nghệ thuật chạm khắc đá nơi đây trước sự phá hoại và graffiti. Các khu vực nhạy cảm nhất được yêu cầu tham quan có sự hướng dẫn của cơ quan có thẩm quyền.
Công viên là một trong những khu vực bảo tồn nghệ thuật đá lớn nhất đồng bằng Bắc Mỹ. Vào năm 2004, Cục Công viên Quốc gia Canada đã hoàn chỉnh hồ sơ đưa công viên tỉnh này là Di sản thế giới dự kiến của UNESCO. Những người Blackfoot cũng muốn đưa Kátoyissiksi ở Montana như là một phần của Di sản thế giới này. Tháng 3 năm 2005, công viên được công nhận là Di tích lịch sử quốc gia Canada

## Mô tả
Công viên này có diện tích 17,8 km vuông (4.400 mẫu Anh) của hệ sinh thái đồng cỏ và lòng sông cạn. Tại đây có sự đa dạng của các loài chim và động vật. Một số loài chim thường thấy gồm Cắt thảo nguyên, Cú sừng, Cú lửa, Cắt Mỹ, Trĩ đỏ và Gà so xám. Vùng thảo nguyên là môi trường sống quan trọng của nhiều loài động vật có vú gồm Linh dương sừng nhánh, Hươu la, Chồn hôi, Gấu mèo, Macmot bụng vàng, Linh miêu đuôi cộc. Một số loài động vật khác gồm Kỳ giông hổ, Rắn sọc, rắn chuông thảo nguyên cũng được tìm thấy tại đây.